# Pirâmide Branca
A Pirâmide Branca do faraó Amenemés II, localizada no campo de pirâmides de Dachur, atualmente é pouco mais que uma pilha de ruínas, devido ao saque que suas pedras sofreram ao longo dos anos. Os escombros de calcário que restaram deram origem ao seu nome atual.
Em 1894 e 1895, Jaques de Morgan escavou o complexo da pirâmide, concentrando-se nas tumbas reais que a circundam. Uma investigação completa de todo o complexo ainda está por ser realizada.